# Trelleora kryszhanovskiji
Trelleora kryszhanovskiji är en insektsart som beskrevs av Andrej Vasiljevitj Gorochov 1988. Trelleora kryszhanovskiji ingår i släktet Trelleora och familjen syrsor. Inga underarter finns listade i Catalogue of Life.